# Автопортрет без бороды
«Автопортрет без бороды» (англ. Self-portrait without beard), «Портрет художника без бороды» (фр. Portrait de l'artiste sans barbe) — картина нидерландского художника Винсента Ван Гога, написанная в сентябре 1889 года в Сен-Реми-де-Прованс. Картина, была, возможно, последним автопортретом художника, написанная за год до его смерти. Одна из самых дорогих картин.

## Портреты Ван Гога
Ван Гог, известный своими пейзажами, будто бы считал портретные рисунки своим величайшим вызовом. Он говорил о портретных исследованиях: «Это единственное в живописи, что волнует меня до глубины моей души и которое заставляет меня чувствовать бесконечность больше, чем что-либо ещё». Своей сестре Вил он написал: «Я хотел бы нарисовать портреты, которые бы смотрелись спустя столетие для живущих тогда людей, как призраки. Под этим я подразумеваю, что я не стремлюсь достичь этого с помощью фотографического сходства, но имею в виду наши страстные эмоции — то есть, используя наши знания и наш современный вкус для цвет как средство достижения выражения и усиления характера».

## История
Автопортрет — одна из самых дорогих картин всех времён, проданная в 1998 году в Нью-Йорке за 71,5 млн долларов. На тот момент она была третья (или четвертая с поправкой на инфляцию) самая дорогая картина, когда-либо проданная.

## Описание
Портрет был написан в 1889 году, когда художник находился в психиатрической лечебнице в Сен-Реми-де-Прованс во Франции. Художник написал картину в качестве подарка для своей матери на её 70-летие, чтобы убедить её, что он счастлив и здоров.